# رالف ألين (رسام)
رالف ألين (بالفرنسية: Ralph Allen) هو رائد أعمال ورسام هايتي، ولد في 1952.